# Kaset
Kaset o Ka-khas (Brau de la muntanya) fou el nom del nomós VI del Baix Egipte. Tenia com a nomós veíns, al nord-oest Wa-imnty, al sud-oest Sap-meh, al sud-est Anedjty i al nord-est Theb-ka.
La capital fou Khasu (Xois, avui Sakha), i també fou important Dep (Buto, avui Tell al-Farain, que algunes fonts situen al nomós de Wa-imnty). El papir d'Abidos l'esmenta com Ka-khas. Els autors romans i grecs només donen com a ciutats a Xois i Hermòpolis (Hermòpolis Parva de l'est o Bah) que són esmentades per Plini el Vell i Claudi Ptolemeu, i Ginecòpolis (grec Gynaikopolis, llatí Gynaecopolis), esmentada per Estrabó i Plini; Andronpolis, que cita Claudi Ptolemeu, no ha estat identificada positivament. El deu principal era Ra, que tenia un temple a Xois, i també Wadjet (amb temple a Buto).